# لاریندا هوپ اسپیر
لاریندا هوپ اسپیر (انگلیسی: Laurinda Hope Spear؛ زادهٔ ۱۹۵۰) معمار اهل ایالات متحده آمریکا است.